# Pergagrella monticola
Pergagrella monticola is een hooiwagen uit de familie Sclerosomatidae.